# John Macpherson
John Macpherson, 1.er Baronet (ca. 1745, Sleat, Isla de Skye, Escocia - 12 de enero de 1821), fue un político británico, administrador de la India ocupando el puesto de Gobernador General entre 1785 y 1786.

## Biografía
Macpherson nació en 1745 en Sleat, en la Isla de Skye, donde su padre, John Macpherson (1710–1765), era reverendo. Su madre se llamaba Janet, y era hija de Donald Macleod of Bernera.
John, el hijo más joven del matrimonio, fue educado en el King's College de Aberdeen y en la Universidad de Edimburgo. En marzo de 1767 partió hacia la India, como sobrecargo en un barco, patroneado por su tío materno, el Capitán Alexander Macleod. Macpherson se estableció en Madrás, donde fue presentado a Mohammed Ali, nabob de Arcot. Éste, quien tenía algunos problemas financieros, había pedido prestadas grandes sumas de dinero a unos intereses muy altos a algunos oficiales de la Compañía de las Indias en Madrás. Presionados por sus acreedores, le confió una misión secreta en Inglaterra a Macpherson, cuyo fin era hacer negocios allí en su nombre. Macpherson volvió a Inglaterra en noviembre de 1768. Mantuvo varias entrevistas con el primer ministro, Augustus FitzRoy, 3.er Duque de Grafton, quien finalmente mandó a Sir John Lindsay como enviado especial del Rey, para alcanzar un acuerdo sobre las peticiones del Nabob. Esta comisión, en última instancia, no obtuvo ningún acuerdo y volvió a Inglaterra.
Macpherson retornó a la India en enero de 1770 como secretario al servicio de la Compañía de Indias, puesto en el que permaneció durante 6 años, realizando tareas administrativas. Durante ese tiempo, también reforzó su amistad con el Nabob, para quien en algunas ocasiones conseguía cuantiosas cantidades de dinero. En 1776, George Pigot, 1.er Barón Pigot, en esos momentos Gobernador de Madrás, consiguió acceder a una carta enviada por Macpherson al Nabob, en la cual le daba datos detallados de su misión en Inglaterra. La carta contenía además algunas reflexiones sobre acciones realizadas por la Compañía, e indicaba que Macpherson había participado en un plan para intentar poner al gobierno local en su contra. Por ello, fue despedido de inmediato, volviendo a Inglaterra en 1777 y permaneciendo allí durante cuatro años. Desde abril de 1779 hasta mayo de 1782 ocupó un asiento en la Cámara de los Comunes por la demarcación de Cricklade, y fue uno de los seis miembros sospechosos de haber recibido un pago del Nabob de Arcot a cambio de obtener ciertas reclamaciones.
Macpherson, quien había apelado contra su expulsión de la Compañía de las Indias, volvió a ser reinstaurado en su puesto, aunque no pudo ocuparlo ya que en enero de 1781, antes de que pudiera volver a Madrás, fue nombrado por Lord North, cuyo gobierno había apoyado, para un puesto en el Consejo Supremo de Calcuta. Este nombramiento fue muy criticado y en 1782 un comité de la Cámara de los Comunes concluyó que la conducta de Macpherson en el pasado había puesto en peligro la paz existente en la colonia asiática.
En febrero de 1785, fue nombrado Gobernador General de la India tras la renuncia del anterior Gobernador, Warren Hastings. Debido a la guerra en la que los ingleses se habían embarcado, las finanzas de la colonia se encontraban en muy mal estado; se recibían peticiones de ayuda desde Bombay y Madrás, los atrasos de los pagos a las tropas llegaban hasta los dos millones de libras, y el déficit de ingresos de ese año estaba estimado en £1,3 millones. Para intentar solucionarlo, Macpherson usó el efectivo que existía en el tesoro para pagar a las tropas, quienes estaban al borde del motín. El resto de los pagos fue hecho gracias a los bonos al 8% anual que consiguió firmar. Una vez realizadas estas acciones, Macpherson aplicó enérgicas reducciones en el gasto público, poniendo especial atención en la recaudación de los impuestos, y logrando en 12 meses suficientes fondos como para pagar el total de la deuda, además de seguir pagando los gastos ordinarios del gobierno.
Al término de su administración, Macpherson podía presumir de haber reducido el gasto en alrededor de 1,25 millones de libras esterlinas. Sin embargo, también hay que recordar que durante su mandato no se produjo ninguna guerra, y que sus logros financieros se debían en gran medida a la gestión de su subordinado, Jonathan Duncan. De hecho, Macpherson no hizo nada para frenar la creciente corrupción que se estaba asentando entre los oficiales de la Compañía.
Macpherson fue nombrado Baronet el 10 de junio de 1786, siendo reemplazado en su puesto de Gobernador General en septiembre de ese mismo año por Lord Charles Cornwallis, tras lo que volvió a Inglaterra.
En 1788 Macpherson fue reelegido miembro de la Cámara de los Comunes, aunque no pudo ocupar su puesto debido a una petición de su oponente, Samuel Petrie, siendo además obligado a pagar una multa de 3,000 libras. En 1789 viajó a Florencia, donde ejerció como asesor financiero y administrativo del Gran Duque Leopoldo. Cuando este se convirtió en Emperador en 1790, Macpherson viajó con él a Viena.
Macpherson murió el 12 de enero de 1821, quedándose extinto la Dignidad de Baronet que ostentaba, ya que no llegó a casarse.
- Datos: Q2034722
- Multimedia: Sir John Macpherson, 1st Baronet / Q2034722